# QI
«QI» (от англ. Quite Interesting — Весьма интересно) — британская интеллектуальная комедийно-игровая телепрограмма. Автором идеи и продюсером программы является Джон Ллойд, главным ведущим — Стивен Фрай. В 2016 году Фрая на посту ведущего сменила британская писательница и теле-радиоведущая датского происхождения Сэнди Токсвиг.
Суть игры заключается в том, чтобы правильно ответить на максимальное число вопросов, таким образом заработать больше баллов и победить. Большинство вопросов труднообъяснимые, что сводит вероятность правильного ответа почти до нуля, поэтому баллы начисляются не только за правильные, а за наиболее оригинальные и смешные ответы. Встречаются также вопросы, ответы на которые не только неправильные, но и до жалости очевидные, озвучив их, игрок теряет десять баллов.
В октябре 2015 года стало известно, что сезон «М» (очередной сезон, начиная с первого, называется очередной буквой алфавита, начиная с «А») станет последним для Стивена Фрая в роли ведущего шоу. Его сменила появлявшаяся во многих выпусках программы Сэнди Токсвиг.
Для популяризации телепрограммы в 2006 году опубликована «Книга всеобщих заблуждений», написанная Джоном Ллойдом. В «Книге…» содержится перечень ложных фактов, которые часть людей считает истинными.
Участники передачи — известные комики (и другие celebrities), многие из них появляются на игре регулярно. Среди рекордсменов — Фил Джапитес (49 эпизодов), Билл Бейли (45 эпизодов), Джимми Кар (39 эпизодов)  и Джо Брэнд (38 эпизодов). Отдельно отметим роль постоянного участника программы, в которой выступает английский комик, писатель и актёр Алан Дейвис.

## Награды
QI 5 раз была признана лучшей телеигрой изданием British Comedy Guide, в 2006, 2007, 2009, 2010 и 2012 годах. Телепередача также четырежды была номинирована на премию BAFTA и трижды на премию National Television Awards, где в 2013 году взяла награду, как самая популярная телеигра.
В 2006 году ведущий QI Стивен Фрай стал победителем международного фестиваля Золотая Роза в номинации «Лучшее игровое шоу».